# Manolón, conductor de camión
Manolón, conductor de camión es un personatge fictici i una sèrie de còmics, creada per Raf per a Editorial Bruguera l'any 1969. Les seves historietes eren d'una pàgina, però tenia certa continuïtat interna que es va veure quan va ser despatxat i es va convertir en ex-conductor de camió, fent altres feines o anant-se'n de vacances. Excepcionalment es va publicar una història de quatre pàgines al Almanaque de 1970 de Gran Pulgarcito.

## Trajectòria editorial
Va aparèixer al primer número de la revista Gran Pulgarcito, de gener de 1969, publicant-se en la mateixa fins al seu tancament, quan va passar a altres revistes de l'editorial, com Mortadelo, Mortadelo Gigante o Super Mortadelo entre d'altres.

## Argument i personatges
La sèrie és protagonitzada per dos transportistes de mercaderies: 
- El cap Manolón, corpulent, amb boina per amagar el poc cabell i sempre amb camises arramangades.
- El seu diminut ajudant Tapón, també calv. Amb el temps va passar de subaltern a convertir-se en company i amic de Manolón.
- També apareixia de vegades el seu tirànic cap, que sempre acabava recorrint a ells pels treballs més complicats.

Es caracteritzen per la seva incompetència, acabant habitualment els seus encàrrecs de forma desastrosa. Ja en el primer lliurament són acomiadats pel director de la seva companyia de transports, anomenat Sr. Pórrez. La seva companyia es denomina apropiamente Transportes C. Pórrez.